# ドナルドのペンキ塗り
『ドナルドのペンキ塗り』（ドナルドのペンキぬり）または『ドナルドのペンキ屋』（ドナルドのペンキや、原題：Wet Paint）は、ウォルト・ディズニー・プロダクション（現：ウォルト・ディズニー・カンパニー）が製作した1946年8月9日公開のアニメーション短編映画作品。ドナルドダック・シリーズの第63作である。

## あらすじ
お気に入りの自動車を赤一色にしようとペンキを塗っていたドナルドは、1羽の鳥に何度も邪魔されてしまう。

## スタッフ
- 製作：ウォルト・ディズニー
- 監督：ジャック・キング
- 脚本：ロイ・ウィリアムズ
- 音楽：オリバー・ウォレス
- 美術：
- 背景：ハワード・ダン
- 原画：ビル・ジャスティス、ハル・キング、サンディー・ストロンザ

## キャスト
| キャラクター   | 原語版               | 旧吹き替え版 | 新吹き替え版 |
| -------------- | -------------------- | ------------ | ------------ |
| ドナルドダック | クラレンス・ナッシュ | 関時男       | 山寺宏一     |
| ナレーター     | -                    | 江原正士     | -            |

## 日本での公開

### 収録
- 『ドナルドダック・クロニクル Vol.2 限定保存版』（DVD、ブエナ・ビスタ・ホーム・エンターテイメント、新吹き替え版）
- 「ゆかいな仲間たちドナルドのにぎやかバースデー」